# Impuzamugambi
Gli Impuzamugambi o Impuza Mugambi che in lingua kinyarwanda significa coloro che sanno, furono una milizia Hutu in Ruanda formatasi nel 1992 e responsabile degli eccidi in quel paese.
Insieme all'altro gruppo miliziano hutu, gli Interahamwe, gli Impuzamugambi furono responsabili del massacro della popolazione Tutsi moderati Hutu durante il genocidio ruandese nel 1994.
Mentre gli Interahamwe erano guidati dai capi politici del Mouvement républicain national pour la démocratie et le développement (MRND), gli Impuzamugambi furono guidati dai leader di un altro movimento politico, la Coalition pour la Défense de la République (CDR), reclutando la propria milizia proprio nelle frange giovanili di questa formazione politica.
La CDR era una formazione politica molto simile all'MRND con il quale cooperava continuamente, ma aveva delle istanze più radicali per quanto riguardava la campagna etnica contro i Tutsi. 
Come gruppo miliziano gli Impuzamugambi era molto più piccolo e meno organizzato, tuttavia diverse ricostruzioni indicano grosse responsabilità dei loro capi in molti episodi riferentisi al massacro dei Tutsi.
Come i loro alleati Interahamwe, gli Impuzamugambi vennero addestrati ed equipaggiati dalle forze governative ruandesi (RGF) e guidate dal presidente della Guardia Presidenziale Ruandese e leader dell'MRND Juvénal Habyarimana.
Quando iniziò il genocidio nel 1994 le due milizie agirono in stretta collaborazione tra loro, unendo la loro struttura ed il loro equipaggiamento, agendo simultaneamente nelle stesse azioni criminose e differenziandosi unicamente per la foggia delle loro divise.
Dopo il periodo più intenso del massacro, entrambi i gruppi miliziani ed i loro leader fuggirono oltre i confini orientali della Repubblica Democratica del Congo.
All'interno della leadership del CDR, Hassan Ngeze e Jean-Bosco Barayagwiza furono i maggiori responsabili dei crimini commessi dagli Impuzamugambi, entrambi vennero giudicati colpevoli dal Tribunale penale internazionale per il Ruanda nel 2003 per aver pianificato e  organizzato il genocidio e condannati all'ergastolo. La pena venne poi commutata in 35 anni di prigione a causa di alcuni vizi processuali.